# Iporanga
Iporanga est une municipalité brésilienne de l'État de São Paulo, Microrégion de Capão Bonito, région Sudeste.

## Toponymie
"Iporanga" est un mot d'origine tupis (peuple amérindien du Brésil) qui signifie "rio bonito", par la combinaison des termes "y" (rio) et "porang" (bonito). Il s'agit d'une référence à Ribeirão Iporanga, à l'embouchure de laquelle se trouve la commune.